# Язон Ферски
Язон (на старогръцки: Ἰάσων ὁ Φεραῖος; † 370 пр.н.е.) е владетел, тиран на Фере в Тесалия от 390 пр.н.е..

## Живот
Той наследява през 390 пр.н.е. своя баща или тъст Ликофрон, първият тиран на Фере. До 375 пр.н.е. той покорява почти всички тесалийски градове и тръгва против Фарсала. След това през 374 пр.н.е. той става командир (tagos, ταγὸς) на Тесалийския съюз.
Язон се съюзява с Македония, която тогава е управлявана от Аминта III, с Тива и вероятно и с Атина. През 373 пр.н.е. той отива с молоския цар Алкет I в Атина, за да се застъпи за съдения генерал Тимотей и той е освободен. Той се включва след това в Делоския морски съюз.
През 370 пр.н.е. той тръгва да ръководи Питийските игри, но е нападнат от тесалийска група благородници и убит. Той е вероятно роднина на Никесиполис, съпруга или наложница на македонския цар Филип II Македонски и майка на Тесалоника Македонска.